# Ermenouville
Cet article possède un paronyme, voir Ermenonville.
Ermenouville est une commune française située dans le département de la Seine-Maritime en région Normandie.

## Géographie

### Localisation

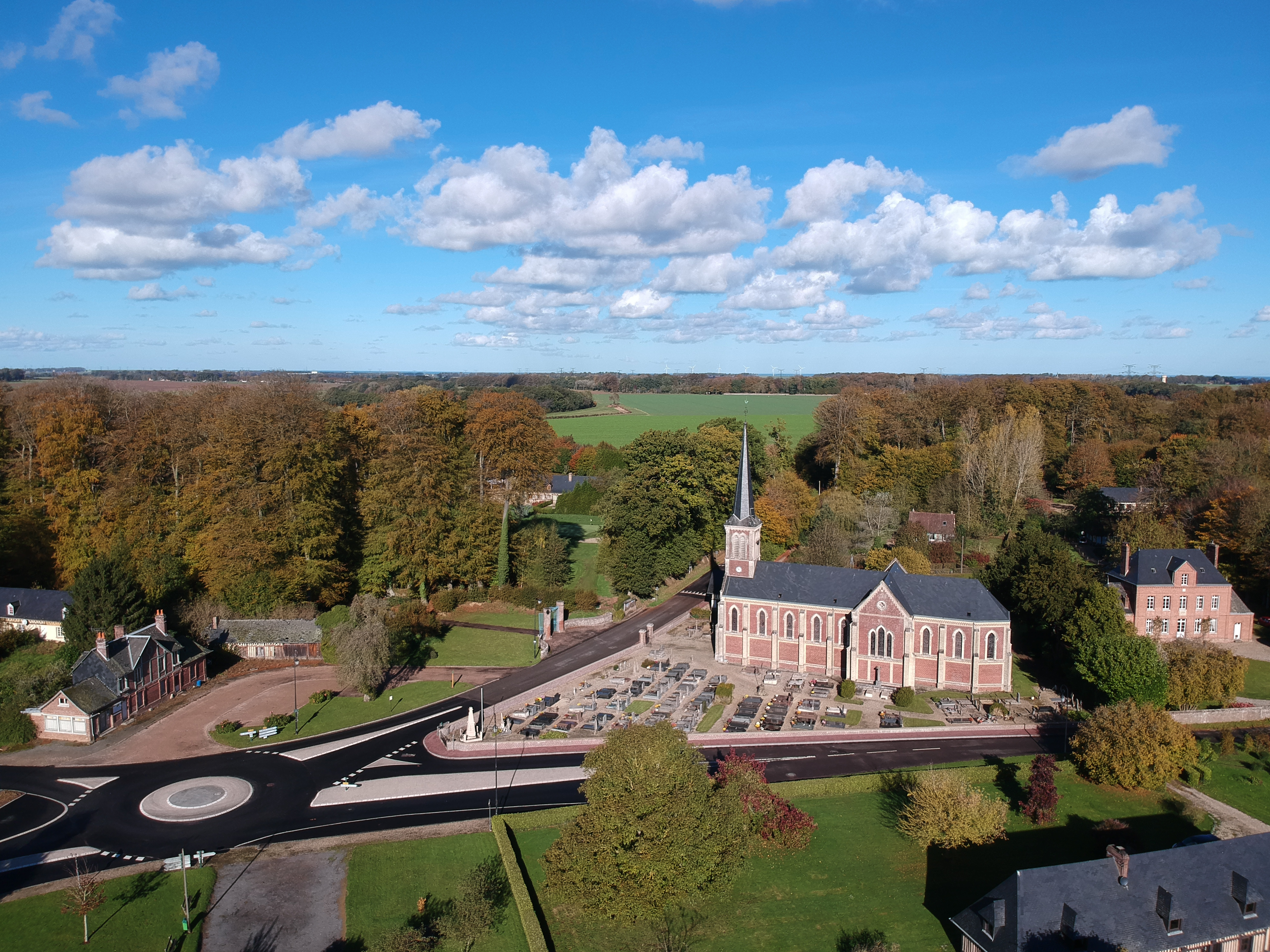
Photo du centre village.

| Le Mesnil-Durdent | Angiens                     | Houdetot   |
| Sainte-Colombe    | Ermenouville                | Bourville  |
|                   | Anglesqueville-la-Bras-Long | Héberville |

### Hydrographie
La commune est située dans le bassin Seine-Normandie. Elle n'est drainée par aucun cours d'eau,.

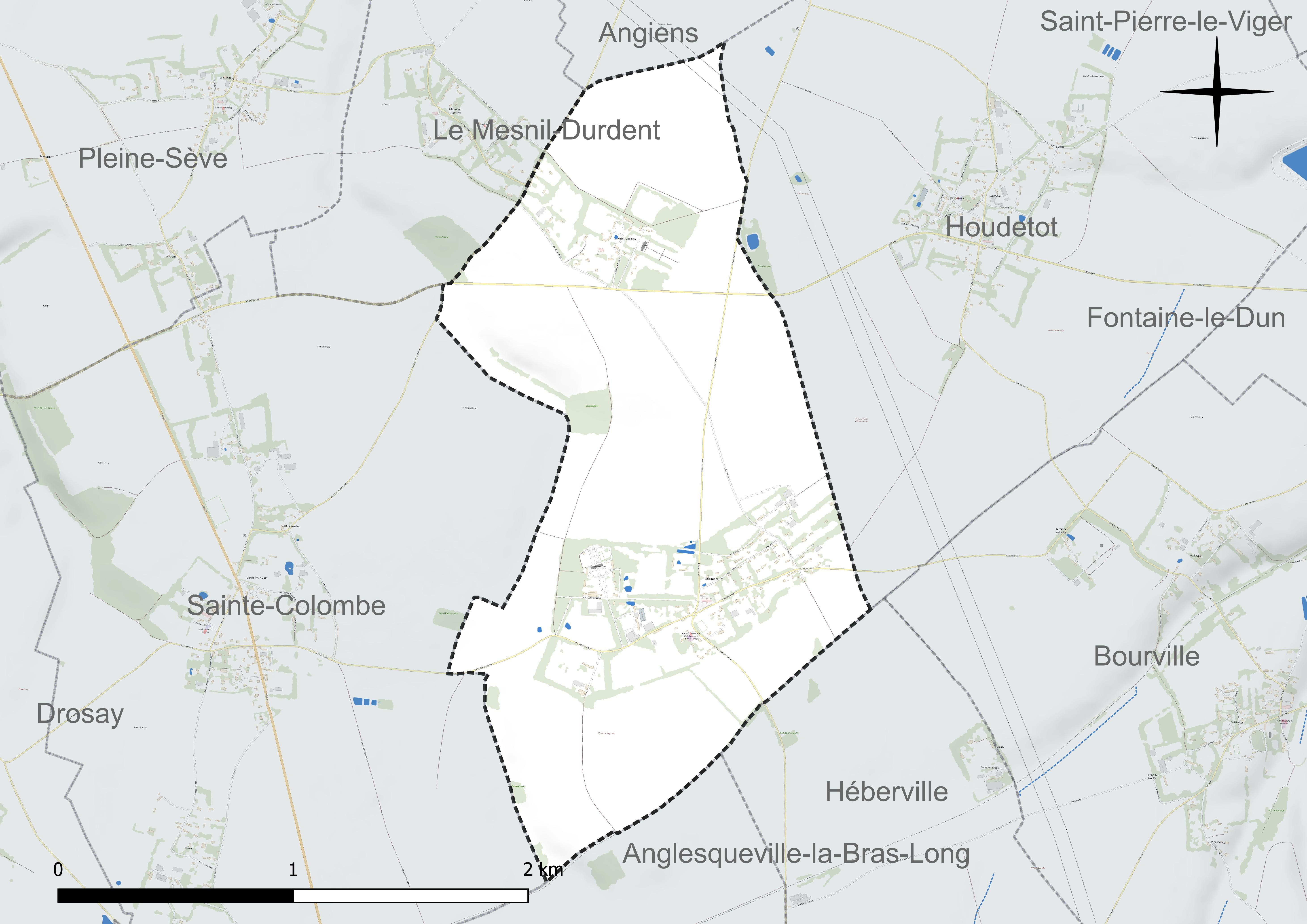
Réseau hydrographique d'Ermenouville.

### Climat
Pour des articles plus généraux, voir Climat de la Normandie et Climat de la Seine-Maritime.
En 2010, le climat de la commune est de type climat océanique franc, selon une étude du CNRS s'appuyant sur une série de données couvrant la période 1971-2000. En 2020, Météo-France publie une typologie des climats de la France métropolitaine dans laquelle la commune est exposée à un climat océanique et est dans la région climatique Côtes de la Manche orientale, caractérisée par un faible ensoleillement (1 550 h/an) ; forte humidité de l’air (plus de 20 h/jour avec humidité relative > 80 % en hiver), vents forts fréquents. Parallèlement le GIEC normand, un groupe régional d’experts sur le climat, différencie quant à lui, dans une étude de 2020, trois grands types de climats pour la région Normandie, nuancés à une échelle plus fine par les facteurs géographiques locaux. La commune est, selon ce zonage, exposée à un « climat maritime », correspondant au Pays de Caux, frais, humide et pluvieux, légèrement plus frais que dans le Cotentin.
Pour la période 1971-2000, la température annuelle moyenne est de 10,4 °C, avec une amplitude thermique annuelle de 13,2 °C. Le cumul annuel moyen de précipitations est de 950 mm, avec 13,4 jours de précipitations en janvier et 8,6 jours en juillet. Pour la période 1991-2020, la température moyenne annuelle observée sur la station météorologique la plus proche, située sur la commune d'Ectot-lès-Baons à 17 km à vol d'oiseau, est de 10,8 °C et le cumul annuel moyen de précipitations est de 905,5 mm,. Pour l'avenir, les paramètres climatiques de la commune estimés pour 2050 selon différents scénarios d’émission de gaz à effet de serre sont consultables sur un site dédié publié par Météo-France en novembre 2022.

## Urbanisme

### Typologie
Au 1er janvier 2024, Ermenouville est catégorisée commune rurale à habitat dispersé, selon la nouvelle grille communale de densité à sept niveaux définie par l'Insee en 2022.
Elle est située hors unité urbaine et hors attraction des villes,.

### Occupation des sols
L'occupation des sols de la commune, telle qu'elle ressort de la base de données européenne d’occupation biophysique des sols Corine Land Cover (CLC), est marquée par l'importance des territoires agricoles (92,3 % en 2018), une proportion sensiblement équivalente à celle de 1990 (91,9 %). La répartition détaillée en 2018 est la suivante : 
terres arables (74,4 %), prairies (17,8 %), zones urbanisées (7,7 %). L'évolution de l’occupation des sols de la commune et de ses infrastructures peut être observée sur les différentes représentations cartographiques du territoire : la carte de Cassini (XVIIIe siècle), la carte d'état-major (1820-1866) et les cartes ou photos aériennes de l'IGN pour la période actuelle (1950 à aujourd'hui).

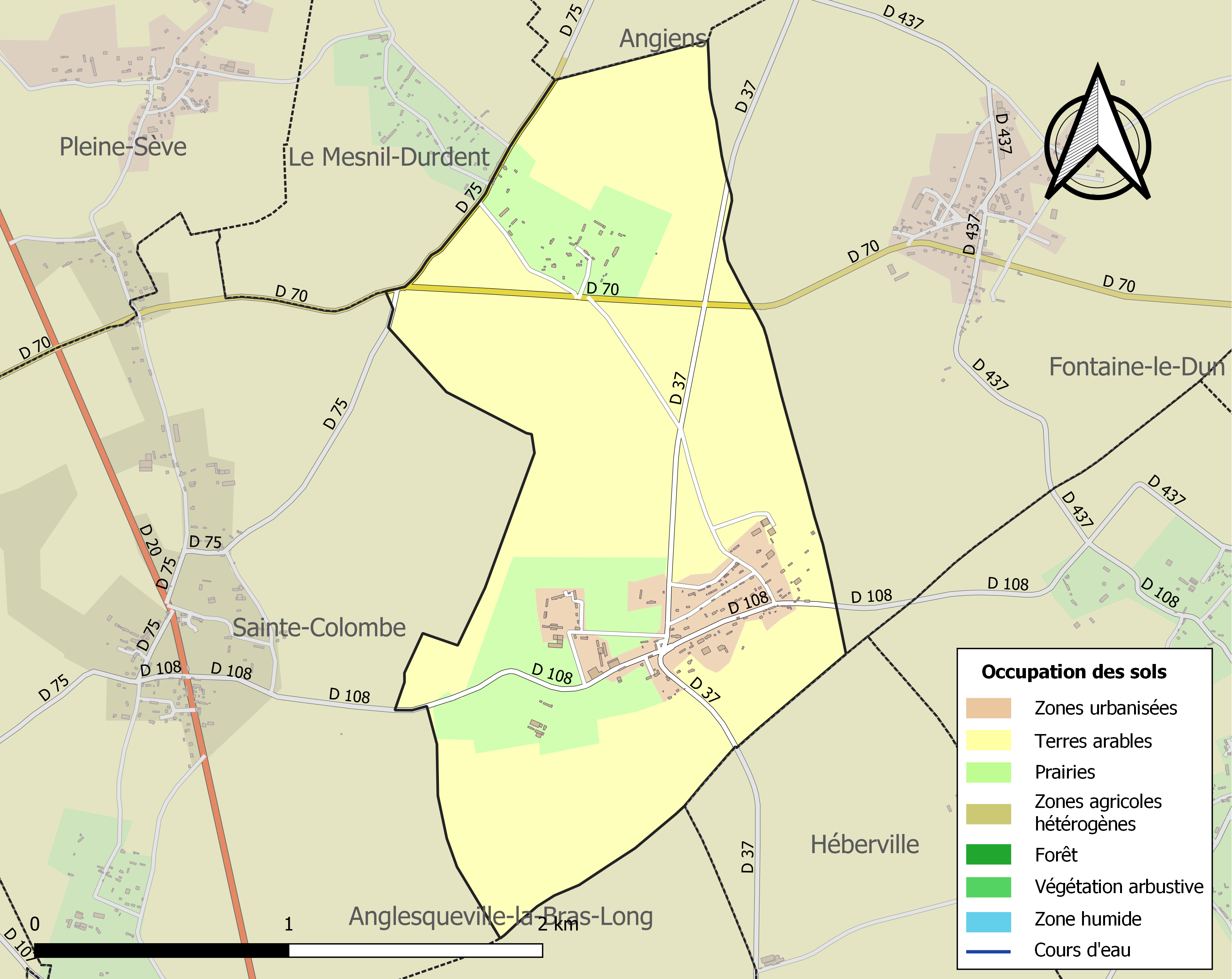
Carte des infrastructures et de l'occupation des sols de la commune en 2018 (CLC).

## Toponymie
Le nom de la localité est attesté sous les formes Erme[no]ldi villam en 1032 et 1035, Ermenouvilla à la fin du XIIe siècle, Hermenouvilla en 1271 (Archives départementales de la Seine-Maritime, 7 H), Ecc. de Ermenovilla vers 1240 (H. Fr. XXIII, 645, 293), Ermenouville en 1425 (Arch. S.-M. 13 H), Ermenouvilla en 1259 (Arch. S.-M. 10 H), Ermenouville en 1300.

## Histoire
- 1823 : Ermenouville absorbe la commune de Mesnil-Geoffroy (longtemps orthographié Mesnil-Geffroy)[16].
- Ermenouville dont le nom s'était altéré en Armenouville, puis Arnouville (nom gardé par le château) est redevenu Ermenouville.

Au XVIe siècle, les seigneurs Dupuis d'Arnouville présentent alternativement à la cure avec l'archevêque de Rouen. La seigneurie passe aux Clercy, avec le mariage de Marthe Dupuis d'Arnouville avec Jean-Baptiste de Clercy, en 1785. Le château restera dans la même lignée jusqu'à nos jours. Le comte Geoffroy de Montalembert, doyen du Sénat, sera maire pendant 58 ans. Plusieurs maisons répertoriées à l'inventaire régional du patrimoine. Ermenouville est classée « site inscrit pittoresque », au titre de la loi de 1930.
Paroisse jusqu'à la Révolution, Ermenouville l'était redevenue en 1878, lors de la construction du presbytère, par la comtesse de Clercy.

## Politique et administration
| Période                                  | Période                    | Identité                                                                  | Étiquette | Qualité                                                                                             |
| ---------------------------------------- | -------------------------- | ------------------------------------------------------------------------- | --------- | --------------------------------------------------------------------------------------------------- |
| 1816                                     |                            | De Clercy                                                                 |           | |
| 1903                                     |                            | Eugène Vattemare                                                          |           | |
| 1908                                     | 1912                       | Louis Anquetil                                                            |           | |
| 1923                                     |                            | Follet                                                                    |           | |
| Les données manquantes sont à compléter. |                            |                                                                           |           | |
| 1936                                     | mars 1993                  | Comte Geoffroy de Montalembert,                                           |           | Agriculteur Député de la Seine-Inférieure (1936 → 1942) Sénateur de la Seine-Maritime (1959 → 1993) |
| mars 1993                                | 2008                       | Comtesse Marguerite de La Rochefoucauld Fille de Geoffroy de Montalembert |           | |
| mars 2008                                | En cours (au 10 août 2020) | Daniel Seigneur                                                           |           | Réélu pour le mandat 2020-2026                                                                      |

## Démographie
L'évolution du nombre d'habitants est connue à travers les recensements de la population effectués dans la commune depuis 1793. Pour les communes de moins de 10 000 habitants, une enquête de recensement portant sur toute la population est réalisée tous les cinq ans, les populations de référence des années intermédiaires étant quant à elles estimées par interpolation ou extrapolation. Pour la commune, le premier recensement exhaustif entrant dans le cadre du nouveau dispositif a été réalisé en 2008.

En 2022, la commune comptait 128 habitants, en évolution de −10,49 % par rapport à 2016 (Seine-Maritime : +0,35 %, France hors Mayotte : +2,11 %).
| 1793 | 1800 | 1806 | 1831 | 1836 | 1841 | 1846 | 1851 | 1856 |
| ---- | ---- | ---- | ---- | ---- | ---- | ---- | ---- | ---- |
| 283  | 314  | 342  | 443  | 419  | 399  | 417  | 439  | 445  |

| 1861 | 1866 | 1872 | 1876 | 1881 | 1886 | 1891 | 1896 | 1901 |
| ---- | ---- | ---- | ---- | ---- | ---- | ---- | ---- | ---- |
| 444  | 408  | 378  | 375  | 353  | 334  | 321  | 310  | 310  |

| 1906 | 1911 | 1921 | 1926 | 1931 | 1936 | 1946 | 1954 | 1962 |
| ---- | ---- | ---- | ---- | ---- | ---- | ---- | ---- | ---- |
| 342  | 329  | 256  | 280  | 268  | 259  | 265  | 267  | 250  |

| 1968 | 1975 | 1982 | 1990 | 1999 | 2006 | 2008 | 2013 | 2018 |
| ---- | ---- | ---- | ---- | ---- | ---- | ---- | ---- | ---- |
| 235  | 217  | 198  | 181  | 154  | 155  | 155  | 144  | 137  |

| 2022 | - | - | - | - | - | - | - | - |
| ---- | - | - | - | - | - | - | - | - |
| 128  | - | - | - | - | - | - | - | - |

## Économie

### Activités de loisirs et de tourisme
Le golf d'Arnouville a été créé en 2013. Il est situé en plein cœur du village d'Ermenouville dans un environnement où la nature y est préservée.

## Culture locale et patrimoine

### Lieux et monuments
- Château du Mesnil-Geoffroy.

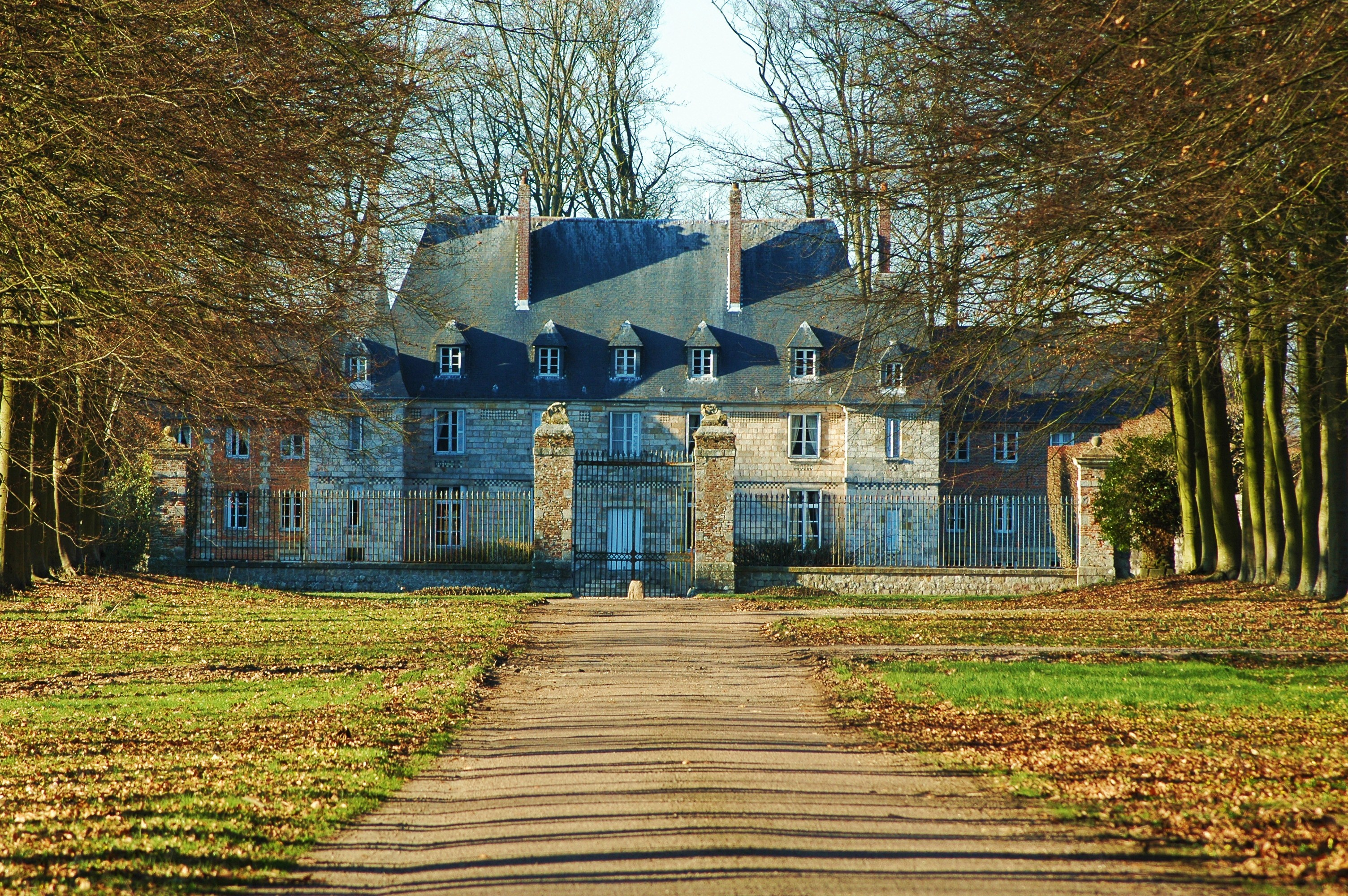
Le château d'Arnouville.

- Château d'Arnouville (XVIe-XVIIIe – XIXe siècles)[27]. Le château d'Arnouville a remplacé, au XVIe siècle, l'ancien manoir seigneurial qui était à l'autre bout du village. Construit par Nicolas Allais, passé aux Dupuis d'Arnouville, puis aux Clercy[28].
- Église Notre-Dame, édifiée en 1881, grâce à la comtesse de Clercy (style néo-gothique, architectes Martin et Marical). Remplace une église du XIIIe siècle presque entièrement rebâtie en 1759. Fonts baptismaux du XVIe siècle provenant de l'ancienne église. Pierre tombale d'un compagnon de saint Louis (longtemps dans le cimetière). Vitraux de Lorin et Villette (1947).

### Personnalités liées à la commune
- Louis de Robien (1888-1958), diplomate.
- Geoffroy de Montalembert (1898-1993), maire d'Ermenouville, maire d'Annappes, député et sénateur français. Il résidait au château d'Arnouville, propriété de sa mère qui le tenait de la famille de Clercy.